# الحسن المستنصر بالله
المستنصر بالله الحسن بن يحيى بن علي بن حمود (المتوفي في عام 434 هـ) رابع حكام طائفة مالقة في عهد ملوك الطوائف، وابن خليفة قرطبة ومؤسس طائفة مالقة يحيى المعتلي بالله.

## حياته
عندما قُتل يحيى المعتلي بالله، استدعى وزيراه نجاء الصقلبي وابن بقنة أخيه إدريس من ولايته في سبتة إلى مالقة ليخلف أخيه. فبويع لإدريس الذي عيّن ابن أخيه الحسن بن يحيى واليًا على سبتة وطنجة وأعمالهما، وندب لمعاونته نجاء الصقلبي.
وبعد وفاة إدريس المتأيد بالله في 16 محرم 431 هـ، رتّب الوزير ابن بقنة لمبايعة ابن إدريس المتأيد يالله يحيى لخلافة أبيه في مالقة. أثار ذلك الحاجب نجاء الصقلبي والحسن بن يحيى اللذان عبرا بجيش حاصر مالقة برًا وبحرًا حتى استسلم يحيى بن إدريس وغادر مالقة إلى قمارش، وأقام بها. وبويع الحسن حاكمًا على طائفة مالقة في جمادى الثانية 431 هـ، وتلقب بالمستنصر بالله، وقيل المستعلي بالله ثم ما لبث أن قدم له صاحب غرناطة وغيره ولائهم.
استوزر الحسن ابن بقنة، وجعل نجاء الصقلبي واليًا على سبتة والثغور المغربية. عُرف الحسن بالحزم وحسن الإدارة، كما استكثر من الجنود، وجباية الأموال. ولم تمض فترة طويلة، حتى دبر لقتل الوزير ابن بقنة الذي دبر لسلبه الحكم بعد وفاة عمه إدريس المتأيد بالله، فقُتل ابن بقنة في أول شوال 433 هـ، ثم دس إلى يحيى القائم بأمر الله من سمّه في ربيع الثاني سنة 434 هـ.
كانت أخت يحيى زوجة للحسن، فانتقمت لأخيها وسمّت زوجها في جمادى الأولى 434 هـ.